# وينستون أنغلين
وينستون أنغلين (بالإنجليزية: Winston Anglin)‏ هو لاعب كرة قدم جامايكي، ولد في 27 أغسطس 1962 في جامايكا، وتوفي في 5 سبتمبر 2004 في Discovery Bay, Jamaica ‏ في جامايكا بسبب حادث مرور. شارك مع منتخب جامايكا لكرة القدم. أما مع النوادي، فقد لعب مع نادي ووتر هاوس.

## وصلات خارجية
- وينستون أنغلين على موقع الاتحاد الدولي (مؤرشف)  (الإنجليزية)
- وينستون أنغلين على موقع ناشيونال فوتبول تيمز (الإنجليزية)